# Бёрнхем, Эзра
Эзра Эллсуорт Бёрнхем (англ. Ezra Ellsworth Burnham; 4 апреля 1947, Сент-Джеймс — 17 февраля 1973, Роли) — барбадосский легкоатлет, выступавший в беге на средние дистанции. Участник летних Олимпийских игр 1968 года.

## Биография
Эзра Бёрнхем родился 4 апреля 1947 года в барбадосском районе Сент-Джеймс.
В 1966 году участвовал в Играх Британской империи и Содружества наций в Кингстоне. В беге на 400 ярдов выбыл в полуфинале, в эстафете 4х400 ярдов сборная Барбадоса, за которую он выступал, заняла 7-е место.
В 1968 году вошёл в состав сборной Барбадоса на Летние Олимпийские игры 1968. В беге на 400 метров в забеге 1/8 финала занял последнее, 6-е место, показав результат 47,9 секунды и уступив 2,1 секунды попавшему в четвертьфинал с 4-го места Сэму Бугри из Ганы.
Впоследствии поселилился в американском городе Роли.
Погиб 17 февраля 1973 года в Роли в автокатастрофе: ранним утром его машина на дороге вышла из-под контроля и врезалась в электрическую опору, в результате чего Бёрнхема выбросило из автомобиля.

## Личный рекорд
- Бег на 400 метров — 47,2 (1972)[3]